# Aloys Baldus
Aloys Baldus (* 8. April 1871 in Enspel; † 10. Juli 1937 in Trier) war ein deutscher katholischer Theologe, Pädagoge und Autor.

## Leben
Er war der Sohn des Lehrer Johannes Baldus aus Ruppach in Hessen-Nassau und dessen Ehefrau Charlotte Baldus-Enspel. Nach dem Besuch des Gymnasiums in Montabaur studierte er Theologie an der Universität Münster. Dort promovierte er 1895 zum Dr. theol. Das Thema seiner Dissertation lautete: Das Verhältnis Justins des Martyrers zu unsern synoptischen Evangelien. Ein Beitrag zur Textgeschichte der neutestamentlichen Schriften.
Seine erste berufliche Tätigkeit war Kaplan in Östrich im Rheinland, danach Subregens am Konvikt Montabaur. Die längste Zeit seines Lebens war er Studienrat am Kaiser-Wilhelm-Gymnasium in Trier, wo seine Ernennung zum Professor erfolgte.
Sein Hauptwerk waren die Kirchengeschichtlichen Charakterbilder, die in erster Auflage 1904 in Köln erschienen und bis zum Ersten Weltkrieg mehrfach aufgelegt wurden. Aufgrund veränderter Richtlinien der Lehrpläne der höheren Schulen im Freistaat Preußen überarbeitete Aloys Baldus diese Schrift neu, so dass diese 1926 in Köln in veränderter Form erscheinen konnte und für den Schulgebrauch verwendet wurde.
Er wohnte in Trier, Thebäerstraße 30 und war u. a. Vorstandsmitglied der Bezirks- und Ortsgruppe Trier der Deutschen Kriegsgräberfürsorge. Ferner war Baldus Mitglied der Görres-Gesellschaft zur Pflege der Wissenschaft.

## Werke (Auswahl)
- Das Verhältnis Justins des Martyrers zu unsern synoptischen Evangelien. Ein Beitrag zur Textgeschichte der neutestamentlichen Schriften, Münster i. W.: Aschendorff 1895.
- Der Koran. Seine Entstehung, Abfassung und religionsgeschichtliche Bedeutung für den Islam, Hamm: Breer & Thieman 1904.
- Kirchengeschichtliche Charakterbilder, Köln: Bachem 1904; auch Köln: Bachem 1910.
- Lehrbuch der Kirchengeschichte für die oberen Klassen höherer Lehranstalten und zum Selbstunterricht, Köln: Bachem 1909.
- Kirchengeschichtliche Charakterbilder. Für höhere Schulen. Neu bearbeitet nach den Richtlinien für die Lehrpläne der höheren Schulen Preußens, Köln: Bachem 1926.